# Переверзев, Валерьян Фёдорович
Валерья́н Фёдорович Переве́рзев (1882—1968) — советский литературовед, основатель одного из направлений марксистского литературоведения («переверзевская школа»).

## Биография
Родился в семье письмоводителя Бобровской прогимназии. В 1902 году поступил на естественный факультет Харьковского университета. Увлёкся марксизмом, в 1903 году вступил в РСДРП. В 1905 году исключён из университета за антиправительственную пропаганду. Жил в Полтаве на нелегальном положении, в 1907 году арестован, в 1908 году сослан в Нарымский край. Уже в ссылке приговорён к двум годам заключения, которое отбывал в тюрьме Лебедина.
В 1911 году приехал в Москву, зарабатывал репетиторством, печатал статьи и рецензии в журнале «Современный мир». В 1912 году вышла написанная в тюрьме книга «Творчество Достоевского». В 1916—1917 годах служил военным фельдшером. Избран председателем Орловского Совета рабочих и солдатских депутатов. Был городским головой Орла.
С 1918 года — член Социалистической академии, с 1922 года — член ГАХН. В 1921—1933 годах — профессор МГУ, в 1934—1938 годах — МИФЛИ. В 1928—1930 годах также профессор Института красной профессуры. Член редколлегии Литературной энциклопедии.
В конце 1920-х годов возглавил марксистскую литературоведческую школу, названную по его имени. Эта школа была разгромлена в ходе дискуссии 1929—1930 годов, а слово «переверзевщина» превратилось в идеологический ярлык.
В 1938 году был репрессирован, отбывал заключение на Колыме и в Минусинске (написал там работу «Поэмотворческий путь Пушкина»). Освободившись в 1948 году, поселился в Александрове, но в том же году снова арестован, находился в тюрьме и ссылке в Красноярском крае (написал там книгу о Макаренко). В 1956 году вернулся в Москву, реабилитирован. В последние годы жизни написал работы «Основы эйдологической поэтики» и «Литература Древней Руси».
Скончался 5 мая 1968 года в Москве, похоронен на Пятницком кладбище.

## Труды
- Творчество Достоевского. / [Предисл. П. Н. Сакулина]. — М.: Современные проблемы, 1912.
  - 3-е изд. — М.—Л.: Госиздат, 1928.
- Творчество Гоголя. — М.: Современные проблемы, 1914.
  - 4-е изд. — Иваново-Вознесенск: Основа; типо-лит. «Красный октябрь», 1928.
- У истоков русского реального романа. — М.: Гослитиздат, 1937.
  - 2-е изд. (под названием «У истоков русского реалистического романа») — М.: Художественная литература, 1965.
- Литература Древней Руси. — М.: Наука, 1971.
- Переверзев В. Ф. Гоголь. Достоевский. Исследования. — М.: Советский писатель, 1982. — 512 с.
- У истоков русского реализма. — М.: Современник, 1989. — ISBN 5-270-00627-8